# Linda Watson
Linda Watson   (15 de setembre de 1955) va ser una jugadora d'hoquei sobre herba zimbabuesa que va competir durant la dècada de 1970. També destacà en tanques i curses de velocitat.
El 1980 va prendre part en els Jocs Olímpics de Moscou, on guanyà la medalla d'or en la competició d'hoquei sobre herba.